# Anthony Roll

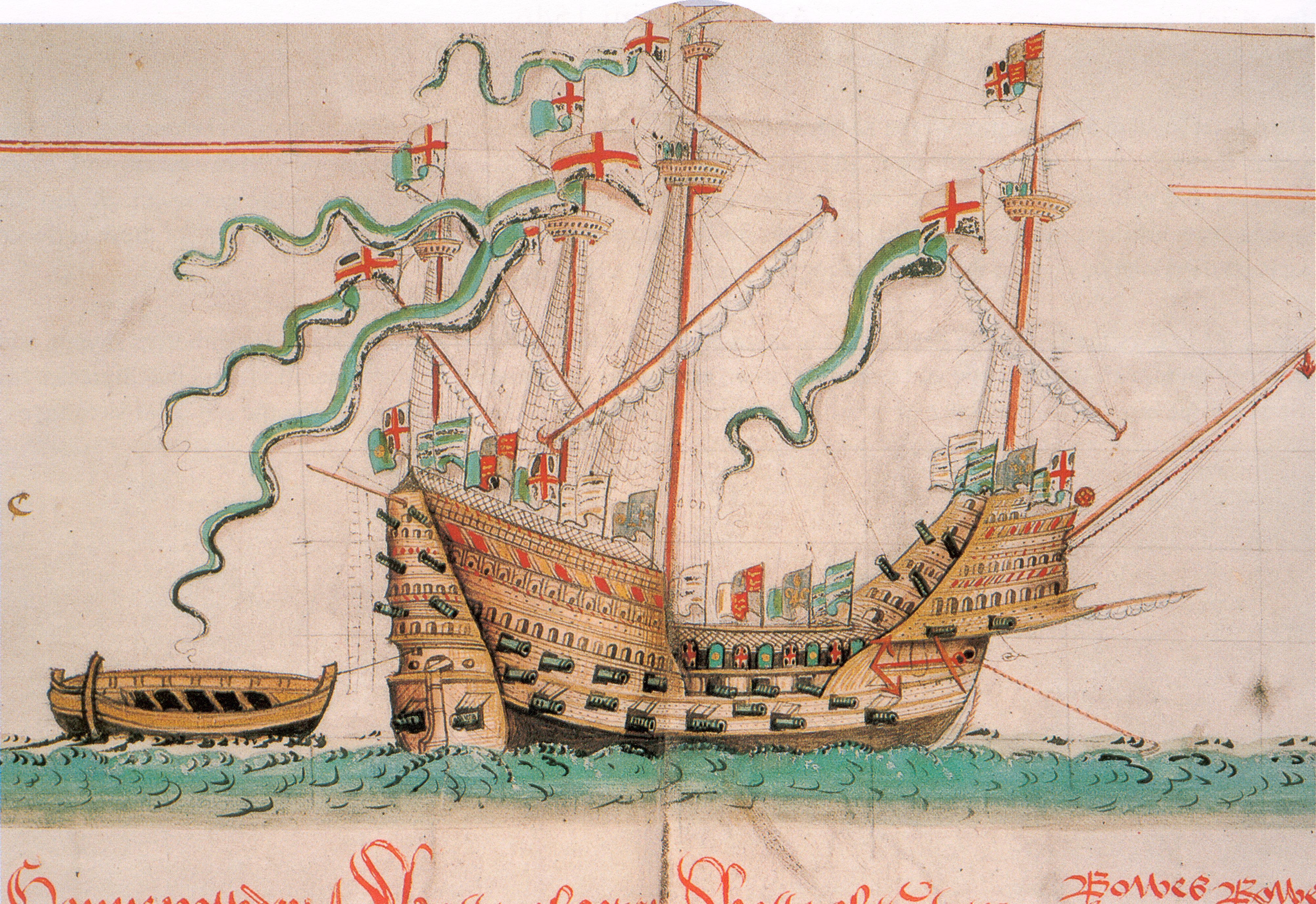
Die Mary Rose in der Anthony Roll

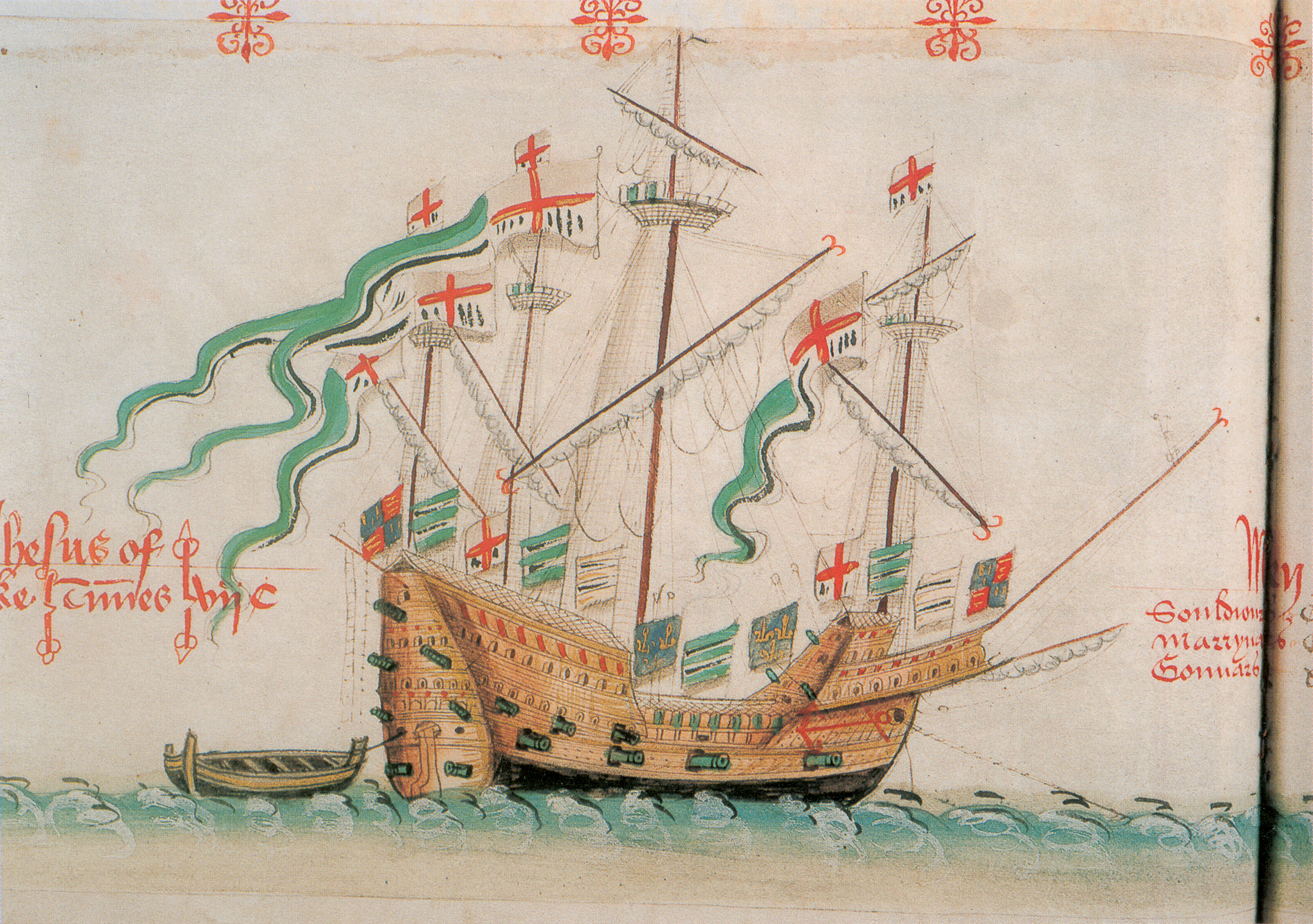
Die Jesus of Lübeck (1546)

Die Anthony Roll ist ein illustriertes englisches Flottenverzeichnis, das während der Regierungszeit Heinrich VIII. entstand.
Benannt ist die Anthony Roll nach ihrem Ersteller, Anthony Anthony, einem Beamten des Zeugamts. Er ließ Zeichnungen von achtundfünfzig Kriegsschiffen des Königs anfertigen. Das vollständige Verzeichnis umfasste drei Vellum-Rollen, die 1546 fertiggestellt und Heinrich überreicht wurden.
Im 17. Jahrhundert schenkte Karl II. zwei der Rollen Samuel Pepys, der sie zerteilen und zu einem Buch binden ließ. Es befindet sich gegenwärtig in der Pepys Library des Magdalene College in Cambridge.
Die dritte Rolle verblieb in ihrem Originalzustand. Lady Mary Fox verkaufte sie im 19. Jahrhundert an das Britische Museum, von dem sie später an die British Library überging, wo sie heute bewahrt wird.
Die erste Rolle enthält mit der Jesus von Lübeck auch die Abbildung einer an der Trave gebauten Karacke, die durch Heinrich VIII. von der Hansestadt Lübeck für die Royal Navy angekauft wurde und später unter Königin Elisabeth I. für den atlantischen Sklavenhandel verchartert wurde. Die Jesus von Lübeck ging als Flaggschiff des Freibeuters John Hawkins bei Auseinandersetzungen mit den Spaniern im Hafen von San Juan de Ulúa in Mexiko verloren.